# 鲁宏璋
鲁宏璋，浙江会稽（今浙江绍兴）人，是一名清朝政治人物。监生出身。
鲁宏璋曾于1730年接替杨凤然任青浦县知县一职，1731年由孙见龙接任。